# Carolina do Palatinado-Zweibrücken

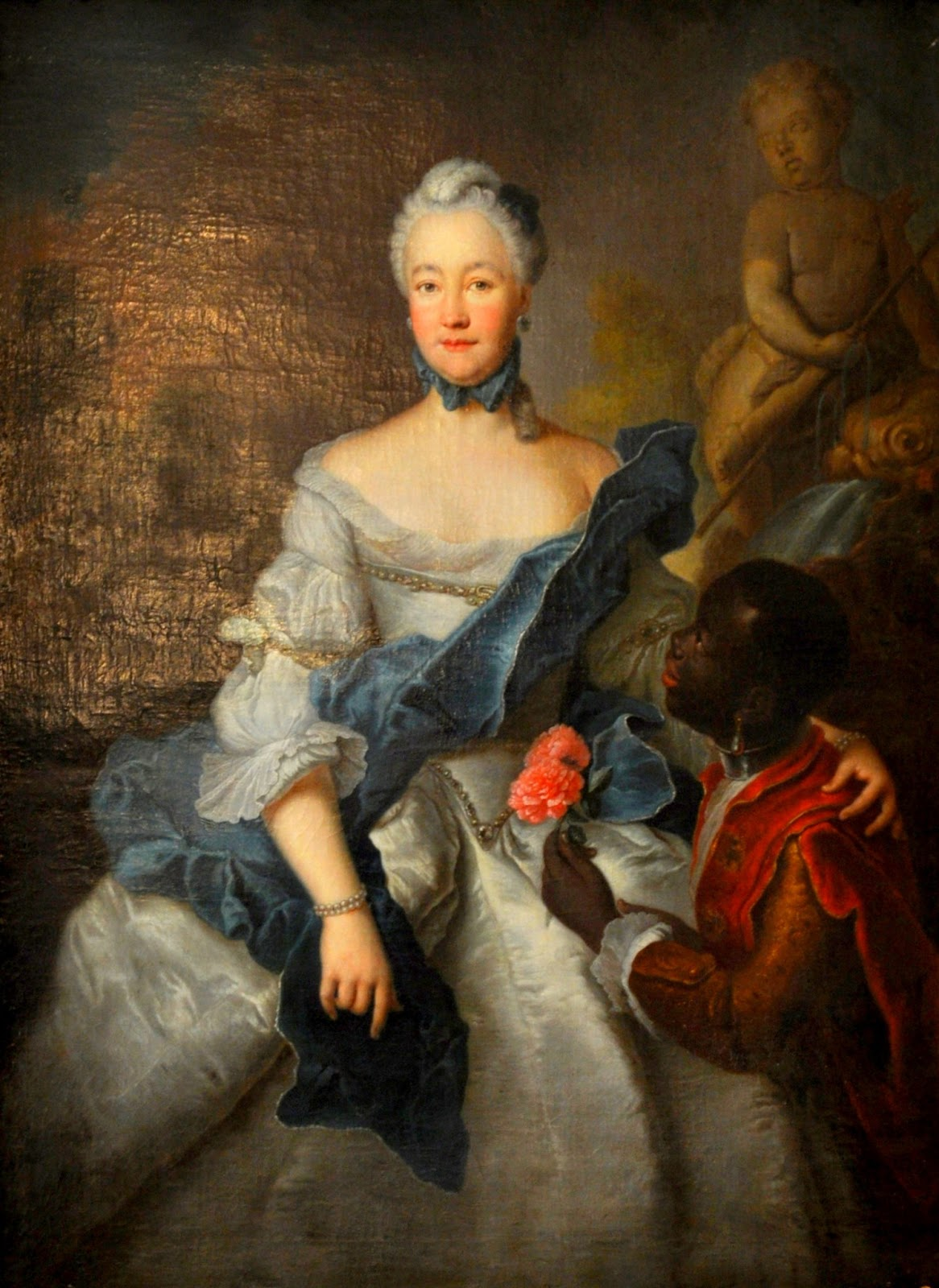
Condessa Carolina Palatina de Zweibrücken (1721-1774), por Antoine Pesne, cerca de 1755

Carolina do Palatinado-Zweibrücken (Estrasburgo, 9 de março de 1721 - Darmstadt, 30 de março de 1774) foi a esposa de Luís IX, Conde de Hesse-Darmstadt e uma das mulheres mais intelectuais do seu tempo.

## Biografia
Henriqueta Carolina era a filha mais velha de Cristiano III, Conde Palatino de Zweibrücken e da sua esposa, Carolina de Nassau-Saarbrücken.
Casou-se o 12 de agosto de 1741, em Zweibrücken com o marquês Luís IX, Conde de Hesse-Darmstadt. Ela se casou em 20 de agosto de 1741 em Zweibrücken, com o mais tarde conde Luís IX de Hesse-Darmstadt (1719-1790). O casamento foi logo marcado por conflitos devido à discordância dos cônjuges e foi infeliz: Carolina interessava-se por música e literatura, enquanto o seu consorte apenas se preocupava com assuntos militares, e ela vivia separada dele em Buchsweiler. Carolina fundou sua própria corte quatro anos após o casamento, viveu nos primeiros anos predominantemente em Buchsweiler, enquanto seu marido vivia em  Pirmasens. Buchsweiler era a residência do condado de Hanau-Lichtenberg, na qual Luís atuava como guardião. Carolina abriu uma fábrica para melhorar a economia do seu estado. Em 1772, promoveu o político Karl Friedrich von Moser, que se tornou Ministro de Estado em 1780.
Após o início da Guerra dos Sete Anos e a tomada do governo pelo marido, ele voltou para Pirmasens e Carolina finalmente se mudou para a residência em Darmstadt com os filhos após outra estadia em Buchsweiler. As medidas de austeridade de seu marido limitaram as inclinações artísticas de Carolina, e a caça, uma atividade que ela apreciava, foi proibida.
Pouco antes de sua morte, Carolina presenciou o casamento de sua filha Guilhermina com o herdeiro russo ao trono, o czar Paulo I, que Frederico, o Grande havia mediado.
Caroline era mais conhecida como The Great Landgräfin, um nome que Johann Wolfgang von Goethe lhe deu. Ela fez amizade com vários escritores e filósofos de seu tempo, como Johann Gottfried Herder, Christoph Martin Wieland e Goethe. Wieland desejou que ele tivesse o poder de torná-la rainha da Europa. Ela também teve contato com Frederico II da Prússia. Ela era uma das poucas mulheres que o Alte Fritz respeitava, e ele se referia a ela como a Glória e Maravilha do nosso século; após a morte dela, ele enviou uma urna para Darmstadt com o texto femina sexo, ingenio vir (Uma mulher por sexo, um homem por espírito).
Karolinenplatz, em Darmstadt, foi nomeada em sua homenagem.

## A Grande Marquesa
Carolina era conhecida como a grande marquesa, um nome que lhe foi atribuído por Johann Wolfgang von Goethe. Era amiga de vários escritores e filósofos do seu tempo, como Johann Gottfried von Herder, Christoph Martin Wieland e Goethe. Wieland desejou ter o poder da tornar "rainha da Europa". Também mantinha contato com Frederico II da Prússia e era uma das poucas mulheres que ele respeitava. Chamou-a, uma vez, da Glória e maravilha do nosso século e, após a sua morte, enviou uma urna a Darmstadt com as palavras femina sexo, ingenio vir ("Uma mulher no sexo, um homem no espírito"), que ainda pode ser vista hoje. A partir do final da década de 1740, Carolina reuniu inúmeros livros e criou uma biblioteca, para uso privado, ler era um dos hábitos da marquesa, ela preferia os filósofos franceses e também aperfeiçoava o que lia por escrito. Através das suas filhas é uma antepassada das casas reais da Prússia, Alemanha, Holanda e Rússia.

## Descendência
Do seu casamento, Carolina teve os seguintes filhos:
1. Carolina de Hesse-Darmstadt (2 de março de 1746 – 18 de setembro de 1821), casada com marquês Frederico V de Hesse-Homburgo; com descendência.
2. Frederica Luísa de Hesse-Darmstadt (16 de outubro de 1751 – 25 de fevereiro de 1805), casada com o rei Frederico Guilherme II da Prússia; com descendência.
3. Luís I, Grão-Duque de Hesse (14 de junho de 1753 – 6 de abril de 1830), casado com a princesa Luísa de Hesse-Darmstadt; sem descendência.
4. Amália de Hesse-Darmstadt (20 de junho de 1754 – 21 de junho de 1832), casada com Carlos Luís, Príncipe-Herdeiro de Baden; com descendência.
5. Guilhermina Luísa de Hesse-Darmstadt (25 de junho de 1755 – 15 de abril de 1776), casada com o grão-duque Paulo da Rússia, mais tarde Paulo I; sem descendência.
6. Luísa de Hesse-Darmstadt (30 de janeiro de 1757 – 14 de fevereiro de 1830), casada com Carlos Augusto, Grão-Duque de Saxe-Weimar-Eisenach; com descendência.
7. Frederico de Hesse-Darmstadt (10 de junho de 1759 – 11 de março de 1802), nunca se casou nem deixou descendentes.
8. Cristiano de Hesse-Darmstadt (25 de novembro de 1763 – 17 de abril de 1830), nunca se casou nem deixou descentes.

## Genealogia
| Carolina do Palatinado-Zweibrücken | Pai: Cristiano III, Conde Palatino de Zweibrücken | Avô paterno: Cristiano II, Conde Palatino de Zweibrücken | Bisavô paterno: Cristiano I, Conde Palatino de Zweibrücken        |
| Carolina do Palatinado-Zweibrücken | Pai: Cristiano III, Conde Palatino de Zweibrücken | Avô paterno: Cristiano II, Conde Palatino de Zweibrücken | Bisavó paterna: Madalena Catarina do Palatinado-Zweibrücken       |
| Carolina do Palatinado-Zweibrücken | Pai: Cristiano III, Conde Palatino de Zweibrücken | Avó paterna: Catarina Ágata de Rappoltstein              | Bisavô paterno: João Jacob, Conde de Rappoltstein                 |
| Carolina do Palatinado-Zweibrücken | Pai: Cristiano III, Conde Palatino de Zweibrücken | Avó paterna: Catarina Ágata de Rappoltstein              | Bisavó paterna: Ana Cláudia de Salm-Kyrburg                       |
| Carolina do Palatinado-Zweibrücken | Mãe: Carolina de Nassau-Saarbrücken               | Avô materno: Luis Crato, Conde de Nassau-Saarbrücken     | Bisavô materno: Gustavo Adolfo, Conde de Nassau-Saarbrücken       |
| Carolina do Palatinado-Zweibrücken | Mãe: Carolina de Nassau-Saarbrücken               | Avô materno: Luis Crato, Conde de Nassau-Saarbrücken     | Bisavó materna: Leonor Clara de Hohenlohe-Neuenstein              |
| Carolina do Palatinado-Zweibrücken | Mãe: Carolina de Nassau-Saarbrücken               | Avó materna: Filipina Henriqueta de Hohenlohe-Langenburg | Bisavô materno: Henrique Frederico, Conde de Hohenlohe-Langenburg |
| Carolina do Palatinado-Zweibrücken | Mãe: Carolina de Nassau-Saarbrücken               | Avó materna: Filipina Henriqueta de Hohenlohe-Langenburg | Bisavó materna: Juliana Doroteia de Castell-Remlingen             |